# Manuel Tomas Amaral de Carvalho

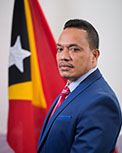
Manuel Tomas Amaral de Carvalho

Manuel Tomas Amaral de Carvalho (* 12. Februar 1976 in Uatucarbau, Osttimor) ist ein Politiker aus Osttimor. Carvalho ist Mitglied der Partido Democrático (PD).
Carvalho war von 2001 bis 2006 Präsident der Juventude Democrático, der Jugendorganisation der PD, von 2006 bis 2011 erster Vize-Sekretär der PD und von 2011 bis 2017 Generalsekretär der CPN PD.
Auf Listenplatz 7 der PD gelang Carvalho bei den Parlamentswahlen in Osttimor 2017 der Einzug als Abgeordneter in das Nationalparlament Osttimors. Ab September 2017 war er Ersatzdelegierter der nationalen Gruppe des Nationalparlaments bei der parlamentarischen Versammlung der Gemeinschaft der Portugiesischsprachigen Länder (CPLP). Außerdem war er Mitglied in der Kommission für Infrastruktur, Transport und Kommunikation (Kommission E) und Mitglied im Verwaltungsrat des Parlaments. Bei den Parlamentswahlen 2018 verpasste Carvalho den Einzug in das Parlament auf Listenplatz 10.